# Élections cantonales de 1898 en Guadeloupe
Les élections cantonales ont eu lieu pour le premier tour le 2 octobre et pour le second tour le 9 octobre  dans la colonie de la Guadeloupe.
Ce conseil général colonial dispose de compétences, notamment financière, plus étendues qu'un Conseil général de métropole.

## Mode de scrutin
Les trente-six conseillers généraux de la colonie de la Guadeloupe sont élus au suffrage universel masculin, dans le cadre de onze cantons. Ils sont renouvelés par moitié tous les trois ans. 
Le mode d'élection choisit est le scrutin majoritaire plurinominal à deux tours :
- au premier il faut obtenir la majorité des voix plus une et au moins un quart du votes des inscrits sur les listes électorales ;
- au second tour (ballottage) le (ou les) candidat(s) avec le plus de voix est élu.

### Augmentation du nombre de conseillers
- À la suite du décret du 7 novembre 1879[1], le conseil général passe de 24 à 36 membres.
- La circonscription d'élection reste le canton, les trente-six sièges étant répartis proportionnellement à la population des cantons.

| Basse-Terre      | 5 (1) |  |  |
| Lamentin         | 4     |  |  |
| Capesterre       | 3 (1) |  |  |
| Port-Louis       | 4 (1) |  |  |
| Pointe-Noire     | 2     |  |  |
| Saint-Barthélemy | 1     |  |  |
|                  |       |  |  |
| Total            | 19    |  |  |

## Arrondissement de Basse-Terre

### Canton de Basse-Terre
- Cinq conseillers sont à élire.

| Candidats | Candidats      | Étiquette | Premier tour | Premier tour |
| Candidats | Candidats      | Étiquette | Voix         | %            |
| --------- | -------------- | --------- | ------------ | ------------ |
|           | A. Jacquest    | Radical   | 1 266        |              |
|           | E. Hugonin     | Radical   | 1 242        |              |
|           | Louis Sinéus   | Radical   | 1 242        |              |
|           | G. Laventure   | Radical   | 1 228        |              |
|           | Marc Blandin * | Radical   | 1 195        |              |
|           |                |           |              |              |
| Inscrits  | Inscrits       | Inscrits  |              | 100,00       |
| Votants   |                |           |              |              |
| Exprimés  |                |           |              |              |

*sortant

### Canton de Capesterre
- Trois conseillers sont à élire.

| Candidats | Candidats      | Étiquette         | Premier tour | Premier tour |
| Candidats | Candidats      | Étiquette         | Voix         | %            |
| --------- | -------------- | ----------------- | ------------ | ------------ |
|           | Léopold Dorval | Radical réachiste | 1 014        |              |
|           | C. Alonzo      | Radical réachiste | 825          |              |
|           | E. Bernard     | Radical réachiste | 765          |              |
|           |                |                   |              |              |
| Inscrits  | Inscrits       | Inscrits          |              | 100,00       |
| Votants   | Votants        | Votants           |              | '            |
| Exprimés  |                |                   |              |              |

*sortant

### Canton de Pointe-Noire
- Deux conseillers sont à élire.

| Candidats | Candidats              | Étiquette         | Premier tour | Premier tour |
| Candidats | Candidats              | Étiquette         | Voix         | %            |
| --------- | ---------------------- | ----------------- | ------------ | ------------ |
|           | G. Lative              | Radical réachiste | 750          |              |
|           | A. Laroche             | Radical réachiste | 619          |              |
|           | Martial Paul           |                   | 354          |              |
|           | Louis Adolphe Rollin * | Progressiste      | 185          |              |
|           |                        |                   |              |              |
| Inscrits  | Inscrits               | Inscrits          |              | 100,00       |
| Votants   |                        |                   |              |              |
| Exprimés  |                        |                   |              |              |

*sortant

### Canton de Saint-Barthélemy
- Un conseiller est à élire.
- 'Ernest de Wint, élu en 1892, ne se représente pas.

| Candidats | Candidats     | Étiquette | Premier tour | Premier tour |
| Candidats | Candidats     | Étiquette | Voix         | %            |
| --------- | ------------- | --------- | ------------ | ------------ |
|           | Alcide Terrac |           | 251          |              |
|           | Hassel        |           | 27           |              |
|           |               |           |              |              |
| Inscrits  | Inscrits      | Inscrits  |              | 100,00       |
| Votants   |               |           |              |              |
| Exprimés  |               |           |              |              |

*sortant

## Arrondissement de Pointe-à-Pitre

### Canton de Lamentin
- Quatre conseillers sont à élire.

| Candidats | Candidats                       | Étiquette | Premier tour | Premier tour |
| Candidats | Candidats                       | Étiquette | Voix         | %            |
| --------- | ------------------------------- | --------- | ------------ | ------------ |
|           | Emmanuel Condo                  | PSG       | 1 283        |              |
|           | Félix Alidor                    | PSG       | 1 259        |              |
|           | François Marc                   | PSG       | 1 251        |              |
|           | Pierre Blanche                  | PSG       | 1 243        |              |
|           | Jean-Baptiste-Camille Jacquet * |           | 992          |              |
|           | H. de Ponteves                  |           | 989          |              |
|           | J. Bajazet                      |           | 979          |              |
|           | G. Bloncourt                    |           | 967          |              |
|           |                                 |           |              |              |
| Inscrits  | Inscrits                        | Inscrits  |              | 100,00       |
| Votants   |                                 |           |              |              |
| Exprimés  |                                 |           |              |              |

*sortant

### Canton de Port-Louis
- Quatre conseillers sont à élire.

| Candidats | Candidats                 | Étiquette | Premier tour | Premier tour | Ballotage | Ballotage |
| Candidats | Candidats                 | Étiquette | Voix         | %            | Voix      | %         |
| --------- | ------------------------- | --------- | ------------ | ------------ | --------- | --------- |
|           | Vital Borifax             | PSG       |              |              | 499       |           |
|           | Victor Saint-Amand        |           |              |              | 496       |           |
|           | Fortuné de la Clémendière | Conserv   |              |              | 493       |           |
|           | G. Césaire                |           |              |              | 481       |           |
|           | Tony-Papin                |           |              |              | 476       |           |
|           | Cyprien Nadir *           | Radical   |              |              | 419       |           |
|           | Bertrand Maréchaux *      | Radical   | 170          |              |           |           |
|           |                           |           |              |              |           |           |
| Inscrits  | Inscrits                  | Inscrits  |              | 100,00       |           | 100,00    |
| Votants   |                           |           |              |              |           |           |
| Exprimés  |                           |           |              |              |           |           |

*sortant

### Sources
- Bibliothèque de l'Université de Floride : https://ufdc.ufl.edu/fr
- Journal officiel de la Guadeloupe
- Le Progrès de la Guadeloupe[3]
- Le Courrier de la Guadeloupe[4]